# 2269 Efremiana
2269 Efremiana је астероид главног астероидног појаса са пречником од приближно 22,92 .
Афел астероида је на удаљености од 3,397 астрономских јединица (АЈ) од Сунца, а перихел на 2,849 АЈ.
Ексцентрицитет орбите износи 0,087, инклинација (нагиб) орбите у односу на раван еклиптике 15,384 степени, а орбитални период износи 2016,339 дана (5,520 година).
Апсолутна магнитуда астероида је 10,50 а геометријски албедо 0,212.
Астероид је откривен 2. маја 1976. године.